# Soziopolis
Soziopolis (Soziopolis – Gesellschaft beobachten) ist ein Online-Fachforum für gegenwartsbezogene Sozialwissenschaften, insbesondere für Soziologie. Mit dem frei zugänglichen Angebot von Essays, Interviews, Rezensionen aktueller Publikationen, Tagungsberichten, Stellenausschreibung, Call for papers und Veranstaltungsankündigungen richtet sich Soziopolis darüber hinaus auch an eine interessierte Öffentlichkeit. Entwickelt wird Soziopolis seit 2015 am Hamburger Institut für Sozialforschung (HIS).
Der Name ist aus dem lateinischen Gesellschaftsbegriff socialis und pólis, der altgriechischen Bezeichnung für Bürgergemeinde zusammengesetzt und drückt das Anliegen eines pluralistischen Austauschs über die Verfassung der Gesellschaft aus.

## Struktur
Die Zentralredaktion hat ihren Sitz in Hamburg und wird gebildet aus einem Team um Jens Bisky, Stephanie Kappacher, Wibke Liebhart, Karsten Malowitz und Hannah Schmidt-Ott. Sie wird unterstützt durch eine etwa vierzigköpfige ehrenamtliche Fachredaktion, die Ansprechpartner für einen eigenen Themenbereich sind und dafür unter anderem Rezensionen vermitteln. Weitere Unterstützung liefert der Beirat und Kooperationspartner wie das Max-Planck-Institut für Gesellschaftsforschung, das Frankfurter Institut für Sozialforschung und in herausragender Weise der Fachinformationsdienst H-Soz-Kult. Finanziert wird Soziopolis seit seiner Gründung durch das Hamburger Institut für Sozialforschung.
Die Beiträge stammen in aller Regel von externen Wissenschaftlern, die sich mit ihren Vorschlägen auch direkt an die Redaktion wenden können.

## Profil
Das Themenspektrum reflektiert die gesamte Breite des Fachs der Soziologie und angrenzender sozialwissenschaftlicher Disziplinen. Der Fokus liegt auf einer methodisch und theoretisch geleiteten Reflexion gegenwärtiger Gesellschaftsphänomene. Neben inhaltlichen Beiträgen und Schwerpunkten (u. a. zu Klassikern wie Marx, Durkheim, Simmel oder zu Themen wie Big Data, Gewalteskalation oder Schattenökonomie) bietet Soziopolis spezifische Fachinformationen.
Dazu gehören Berichte über Konferenzen wie den Kongressen der Deutschen Gesellschaft für Soziologie, Zeitschriftenrundschauen, eine Übersicht aktueller Call for Papers, eine Börse für Stellen und Stipendien, Ankündigungen relevanter Veranstaltungen ebenso wie Nachrichten über aktuelle Geschehnisse, die für das Fach der Soziologie von besonderer Bedeutung sind.
Die frei zugänglichen Inhalte von Soziopolis können sowohl über die Website selbst, das Abonnement eines Newsletters, RSS-Feed, Twitter und Facebook abgerufen werden.

## Bedeutung
In einer gemeinsamen Stellungnahme der Deutschen Gesellschaft für Soziologie und des Verbands der Historiker und Historikerinnen Deutschlands wurde die Bedeutung von Soziopolis für die Geschichts- und Sozialwissenschaften betont. Soziopolis habe „sich innerhalb weniger Jahre zur wichtigsten digitalen Plattform für die nicht-quantitativen deutschsprachigen Sozialwissenschaften entwickelt“ und die hier „veröffentlichten Besprechungen und Debatten“ seien mit das „Beste[...], was man derzeit im deutschsprachigen Raum finden“ könne.